# Sjipkapasset

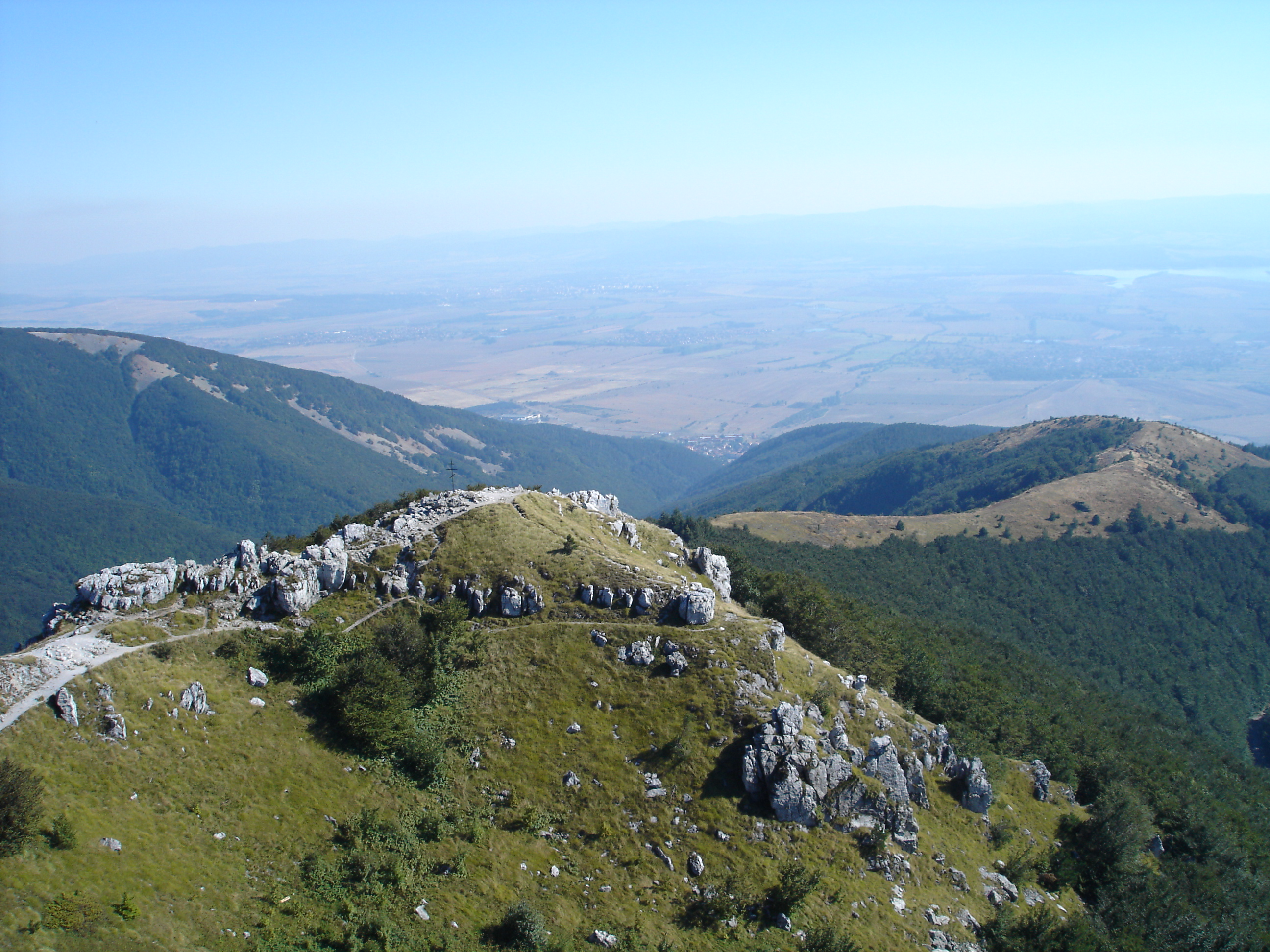
Utsikt från Sjipka

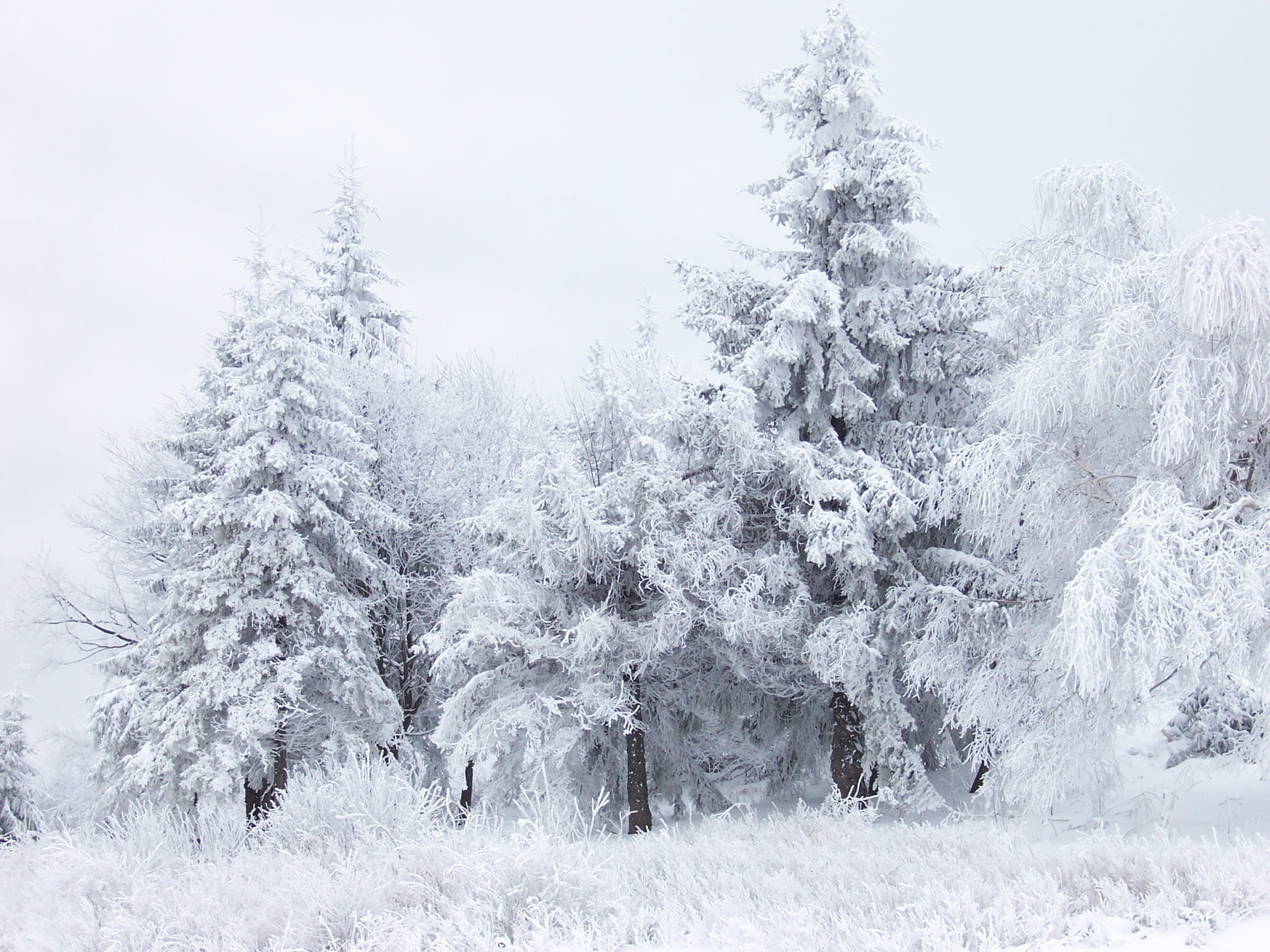
Vinter i Sjipkapasset

Sjipkapasset är ett 1185 meter högt bergspass som leder över Balkanbergen i centrala Bulgarien, från Gabrovo till Kazanlăk. Det smala passet är viktigt för Balkanländernas förbindelse. 
Under det rysk-turkiska kriget erövrades passet av ryssarna under Gurko i juli 1877 samt befästes och försvarades mot Suleiman Paschas angrepp 21-26 augusti och 17 september samma år. Efter en svår övervintring ryckte Radetzky med två kringgående kolonner fram 9 januari 1878 och tog hela den turkiska hären, 30 000 man med 66 kanoner, under Wessel pascha, till fånga vid passets södra ända. På passhöjden uppförde ryssarna en minneskyrka, seminarium och sjukhus (1902).
Namnet Sjipka (bulgariska: Шипка) betyder nypon.

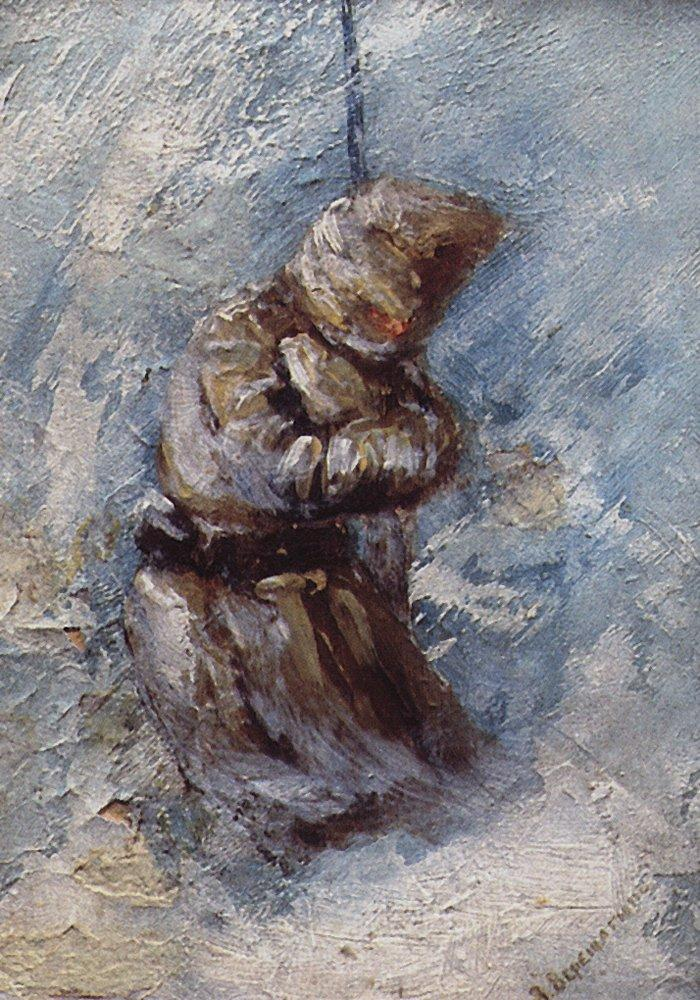
Del av triptyken »На Шипке всё спокойно» av Veresjtjagin.

»Allt är lugnt i Schipkapasset» (На Шипке всё спокойно) är ett stående uttryck, som tillskrivs ryske generalen Fjodor Radetskij, och namnet på en triptykmålning från 1878–1879 (alltså strax efter kriget) av ryske konstnären Vasilij Veresjtjagin.

## Galleri

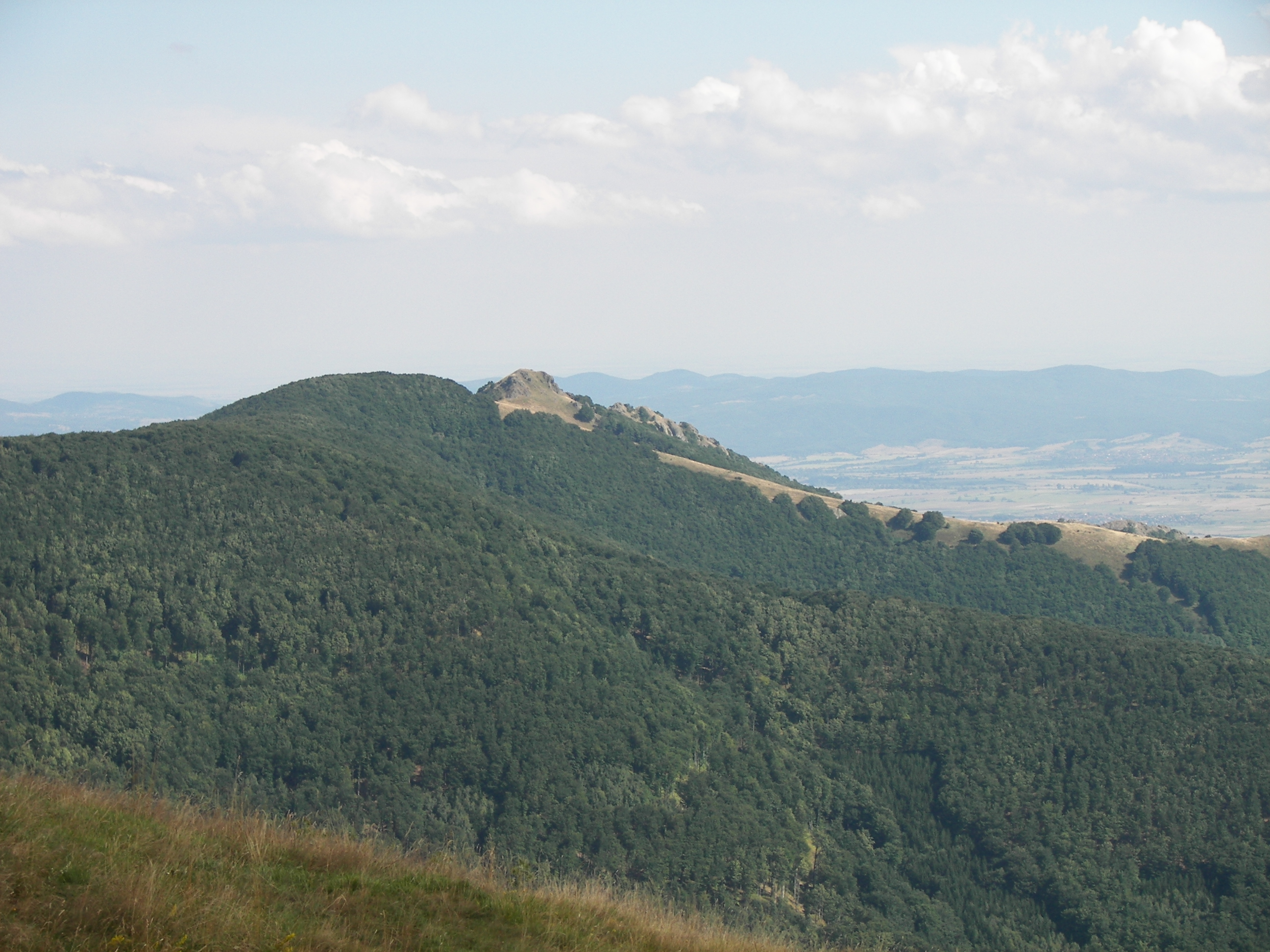
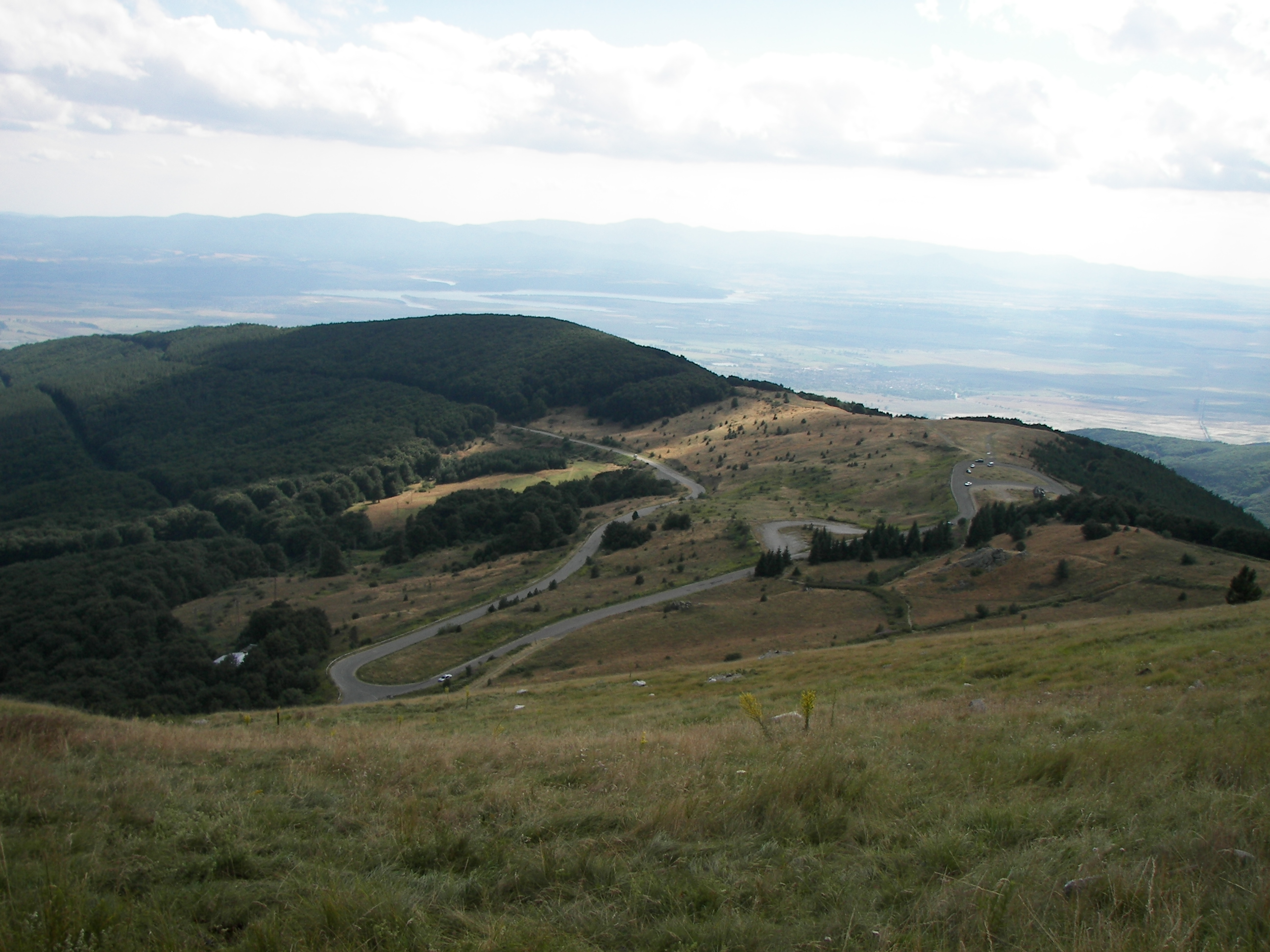
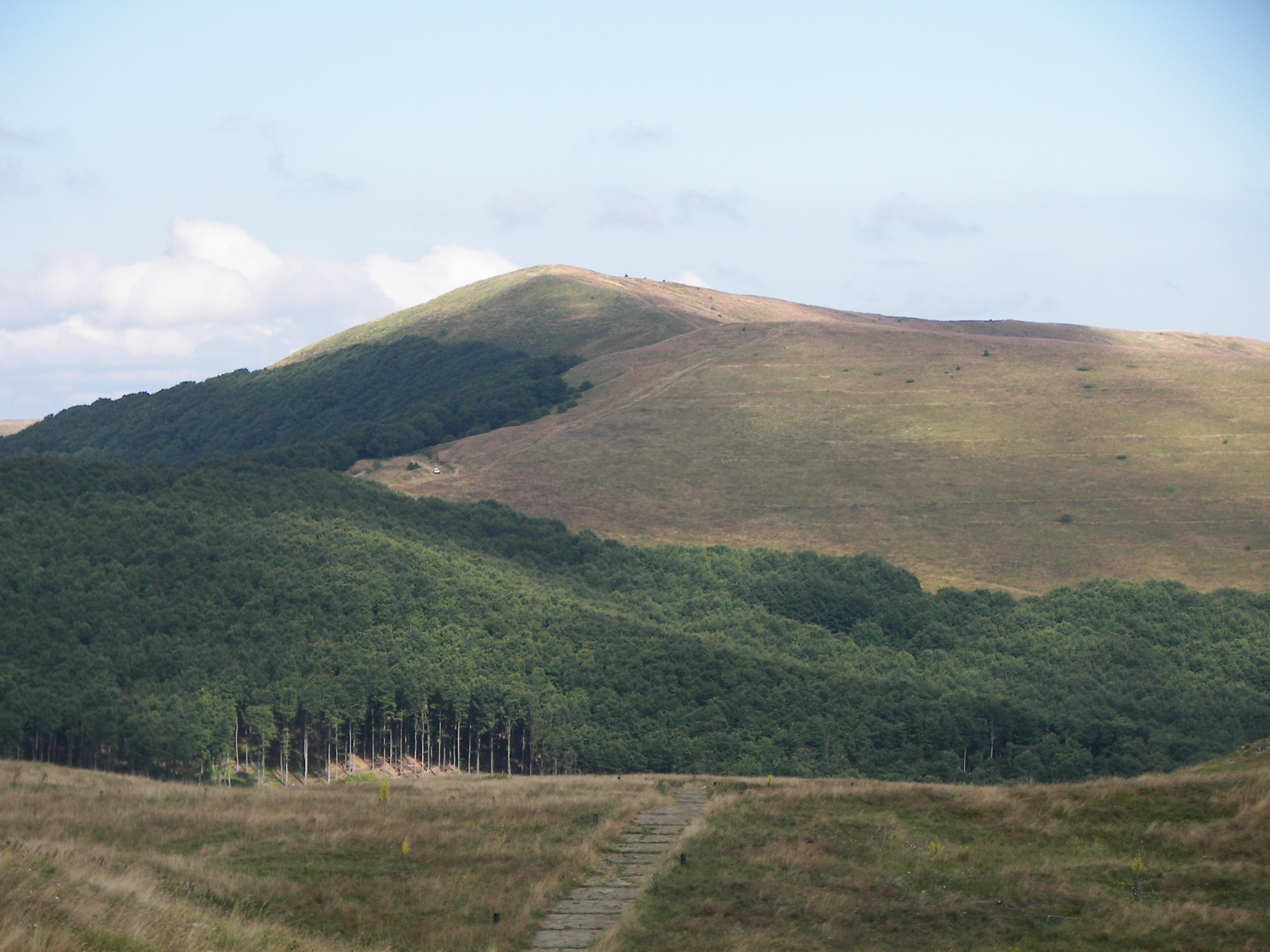
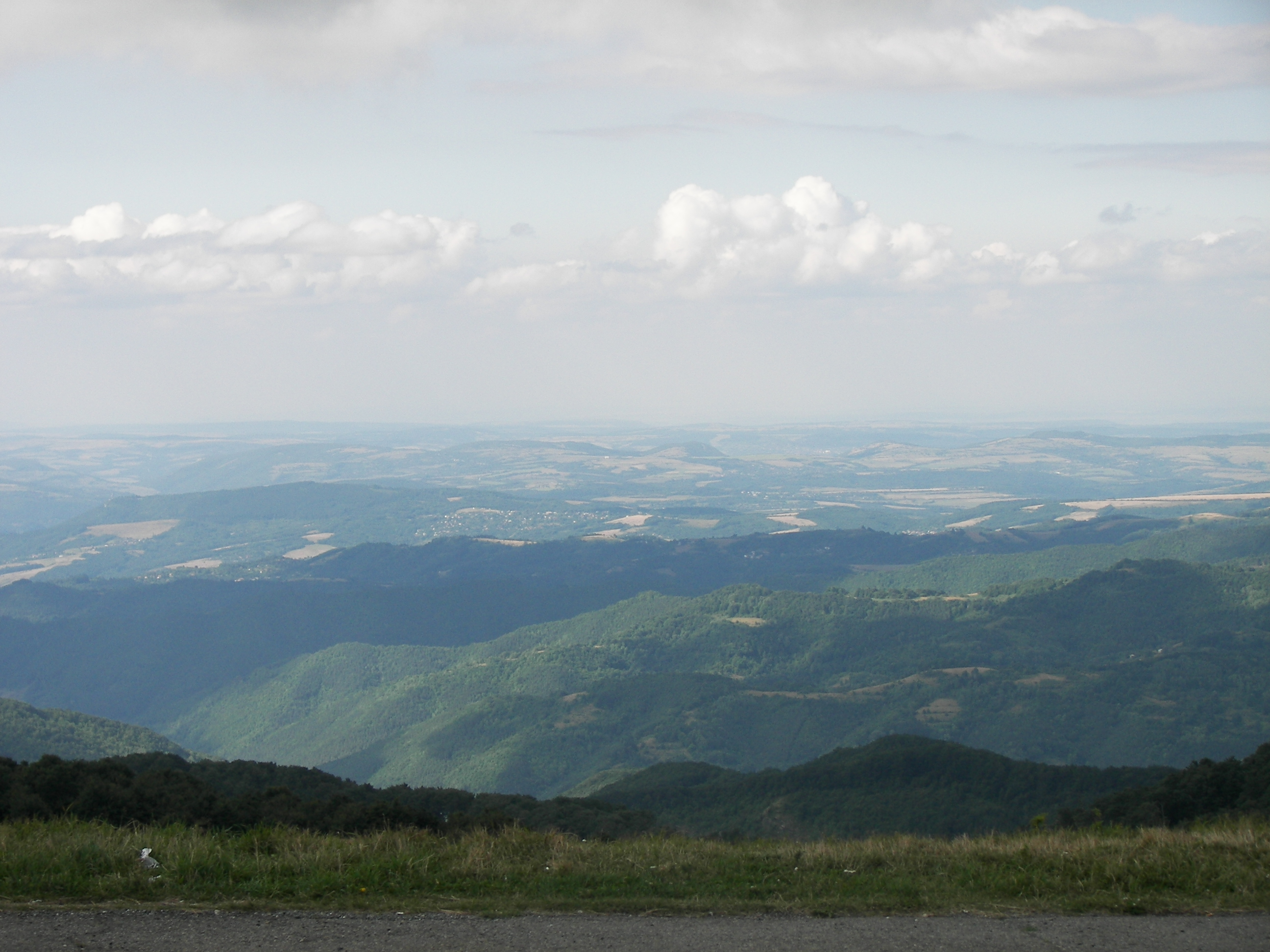